# Vorab
Le Vorab est un sommet du massif des Alpes glaronaises à 3 026 m d'altitude, à la frontière entre les cantons de Glaris et des Grisons, en Suisse.
Juste au nord du sommet principal, nommé Bündner Vorab, se trouve le Glarner Voralb (3 017 m) qui se trouve également sur la frontière entre les deux cantons.
Un troisième sommet, nommé Vorab Pign ou Petit Vorab (2 897 m), se trouve à 500 m vers l'est entièrement sur le territoire des Grisons.
Entre le Bündner Vorab et le Glarner Vorab se trouve le glacier du Vorab (en) qui fait partie du domaine skiable Weisse Arena de Laax-Flims-Falera.

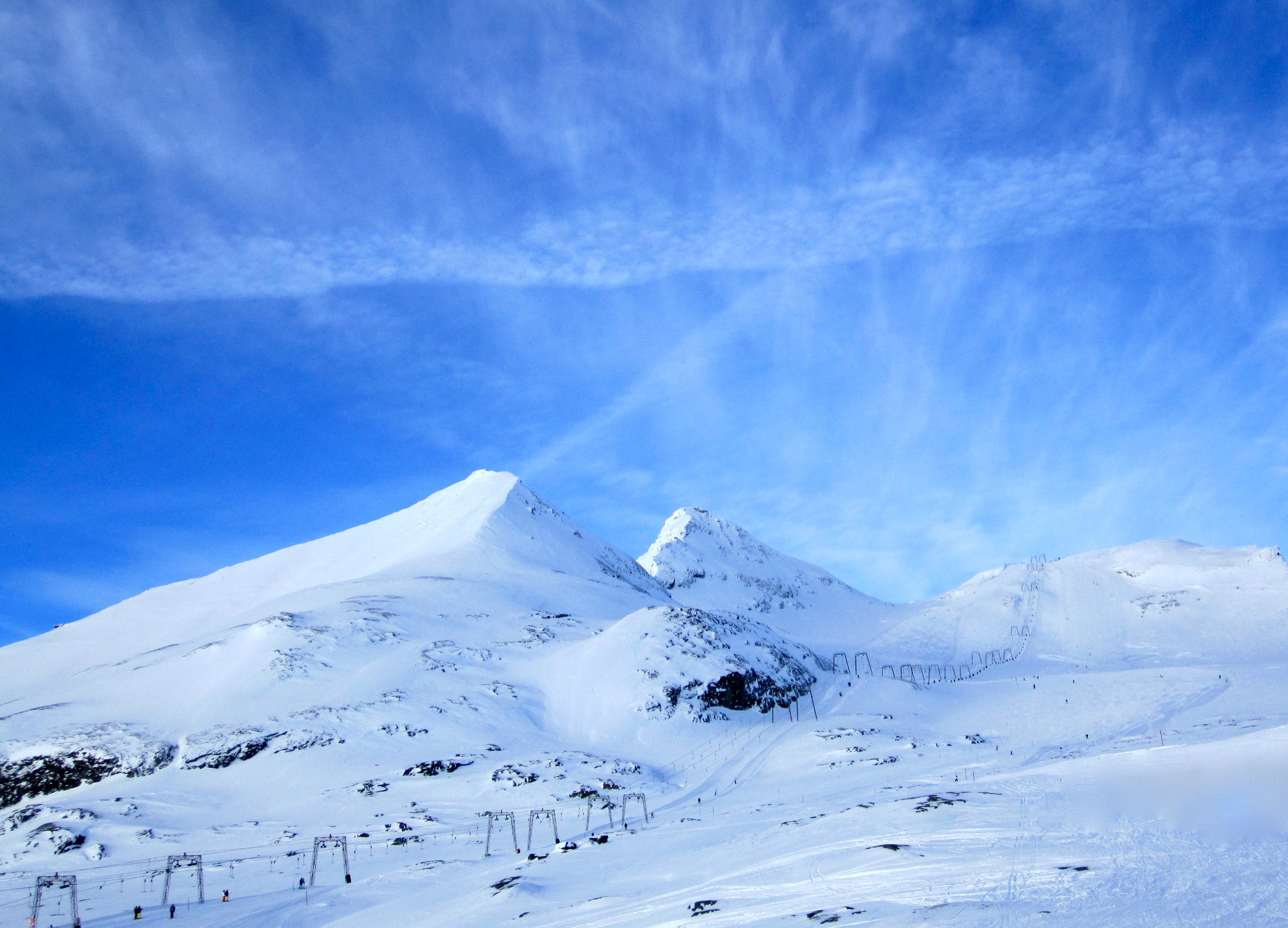
Piste de ski sur le glacier ; à droite le Glarner Vorab, au centre le Bündner Vorab, à gauche le Vorab Pign.